# امعكيشية (المضاربة والعارة)

تعديل مصدري - تعديل

امعكيشيـة هي إحدى قرى عزلة المضاربة بمديرية المضاربة والعارة التابعة لمحافظة لحج، بلغ تعداد سكانها 163 نسمة حسب تعداد اليمن لعام 2004.